# Masakiyo Maezono
Masakiyo Maezono (Satsumasendai, 29. listopada 1973.) japanski je nogometaš.

## Klupska karijera
Igrao je za Yokohama Flügels, Tokyo Verdy (Verdy Kawasaki), Santos, Goiás, Shonan Bellmare, Anyang LG Cheetahs i Incheon United.

## Reprezentativna karijera
Za japansku reprezentaciju igrao je od 1994. do 1997. godine. Odigrao je 19 utakmice postigavši 4 pogodaka.
S japanskom reprezentacijom Masakiyo Maezono je igrao na Azijskom kupu 1996.

## Statistika
| Japan  | Japan | Japan |
| Godina | Nast. | Gol.  |
| ------ | ----- | ----- |
| 1994.  | 6     | 0     |
| 1995.  | 4     | 0     |
| 1996.  | 7     | 4     |
| 1997.  | 2     | 0     |
| Ukupno | 19    | 4     |

## Vanjske poveznice
- National Football Teams
- Japan National Football Team Database